# André Pirson
André Pirson (Erlangen, 26 de março de 1910 – Göttingen, 7 de fevereiro de 2004) foi um botânico alemão.

## Publicações selecionadas
- Ernährungs- und stoffwechselphysiologische Untersuchungen an Fontinalis und Chlorella. (Dissertação). In: Zeitschrift für Botanik, Bd. 31, H. 4/5, S. 193–267, m. 11 Abb.; Jena 1937
- (Red.:) Bd. 5. Die @CO2-Assimilation. Teil 1, bearb. von D. I. Arnon u. a., 1960, 1013 S. + XL m. 331 Abb.; Teil 2, bearb. von Horst Engel u. a., 1960, 868 S. + XVI m. 309 Abb. In: Wilhelm Ruhland u. a. (Hrsg.): Handbuch der Pflanzenphysiologie. Berlin / Göttingen / Heidelberg
- com Ursula Kaiser: Geschlechtliche Fortpflanzung der Grünalge Hydrodictyon reticulatum. Begleitveröffentlichung zum Film des IWF Wissen und Medien, Göttingen 1970
- com Ursula Kaiser: Ungeschlechtliche Fortpflanzung der Grünalge Hydrodictyon reticulatum. Begleitveröffentlichung zum Film des IWF, Göttingen 1970
- com Ursula Kaiser: Entwicklung von Sphaeroplea annulina (Chlorophyta). Begleitpublikation zum Film des IWF, Göttingen 1977